# شهرستان نورث‌آمبرلند، انتاریو
شهرستان نورث‌آمبرلند (به انگلیسی: Northumberland County) یک شهرستان و شهرداری upper-tier در کانادا است که در انتاریو واقع شده‌است.

## خصوصیات
شهرستان نورث‌آمبرلند ۸۱٬۶۵۷ نفر جمعیت دارد.